# Orden dórico
El orden dórico (en griego: Δωρικός ρυθμός; en latín: Ordo Doricus) es el más antiguo y simple de los órdenes arquitectónicos clásicos. Su nombre proviene, según Vitruvio, de que los primeros templos de este estilo estaban construidos en las ciudades de los dorios. Es el orden griego por excelencia. Cuanto más antiguo, más sencillo, dando sensación de robustez (protodórico), cuanto más tardío, más esbelto y proporcionado es; logrando así la armonía y belleza clásica. Se empleó en la Grecia continental desde finales del siglo VII a. C. así como en el sur de Italia y Sicilia. Algunos de los primeros templos que contienen elementos de este orden son el templo de Poseidón en Istmia, el Hereo de Argos y el templo de Apolo en Termo. El Partenón, templo dedicado a Atenea Parthenos en la Acrópolis de Atenas, es sin duda el máximo exponente de este estilo arquitectónico.
Las características que definen este orden arquitectónico son:
- La columna no tiene basa; el fuste descansa directamente sobre el estilóbato, que es el escalón superior del estereóbato, una plataforma que consta generalmente de tres escalones[3] cuyo borde escalonado se conoce como crepidoma.
- El fuste, que puede ser monolítico o compuesto por tambores de piedra superpuestos,[3][nota 1] es de sección circular, corto y poco esbelto. Su diámetro no es constante, sino que va disminuyendo con la altura más acusadamente cuanto más arriba, y frecuentemente tiene lo que se denomina éntasis, que es un ligero abombamiento en la parte central.[4][nota 2] Está acanalado por entre 16 y 20 estrías[5] cuya yuxtaposición forma aristas vivas. El tamaño total de la columna nunca sobrepasa los dieciséis módulos, siendo normalmente el del fuste de entre ocho y trece módulos. Las dimensiones de las columnas se refieren al módulo, que es la medida del radio en la base de la columna (donde es mayor).

- El capitel está integrado por tres piezas:
  - El ábaco es una pieza prismática similar a un tablero de planta cuadrada que soporta directamente la estructura horizontal del edificio.
  - El equino, cuya geometría es la de una figura convexa, sirve de unión entre la prolongación del fuste y el ábaco.
  - El collarino es una prolongación del fuste, del que lo separa una fina acanaladura.[3]

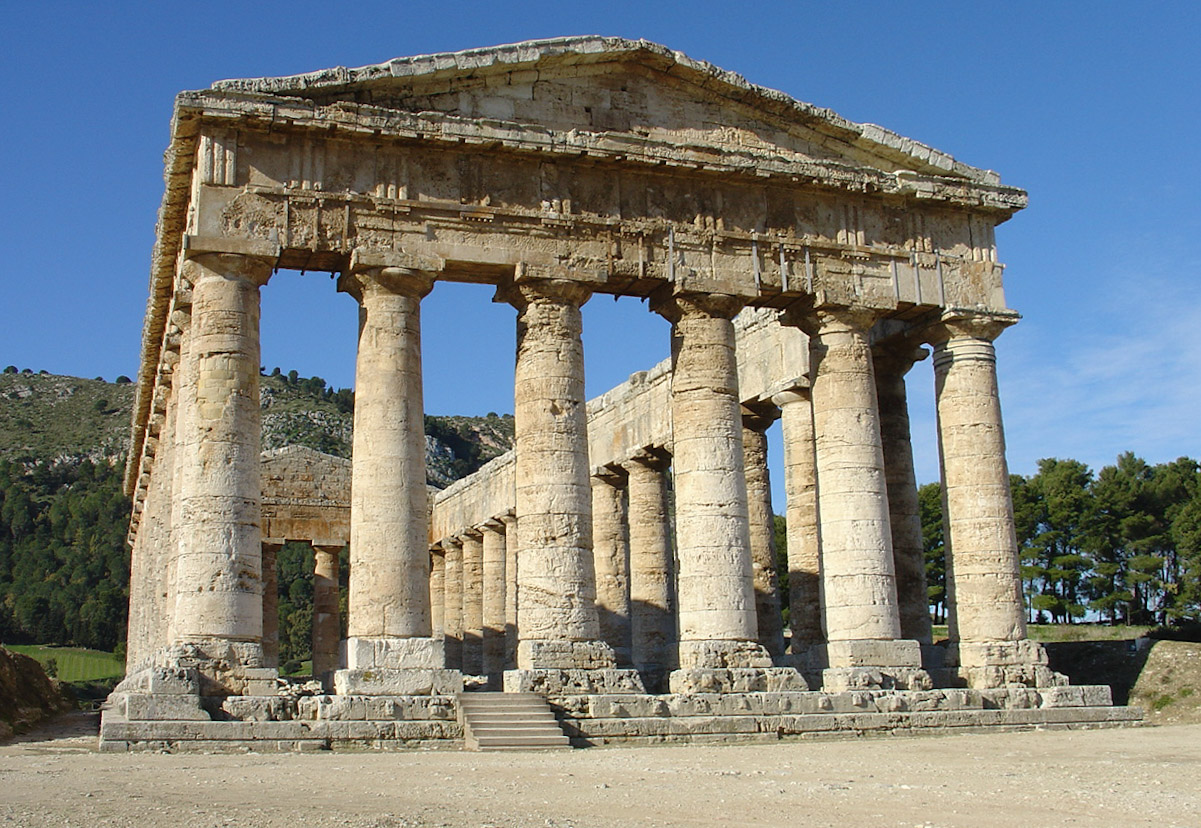
Templo dórico de Segesta (Sicilia).

- El entablamento está compuesto por:
  - El arquitrabe, una especie de viga gruesa y lisa que recorre toda la alineación de columnas.
  - El friso, situado sobre el arquitrabe, está decorado por una alternancia de triglifos y metopas.[3] Los triglifos, según Vitruvio, pueden ser una reminiscencia de las cabezas de las vigas de madera de similar escuadría que, cargando sobre el arquitrabe (en su origen también de madera) formarían el entramado estructural de cubrición.[6] Su apariencia es estriada en vertical. Las metopas exhiben bajorrelieves de variados temas ornamentales.
  - La cornisa, ubicada sobre el friso, forma un saledizo que desvía el agua de lluvia. Se adorna con unos bloques planos llamados mútulos, que llevan unas pequeñas piezas denominadas gotas.[3] Generalmente cuenta con una moldura de tipo cimacio.

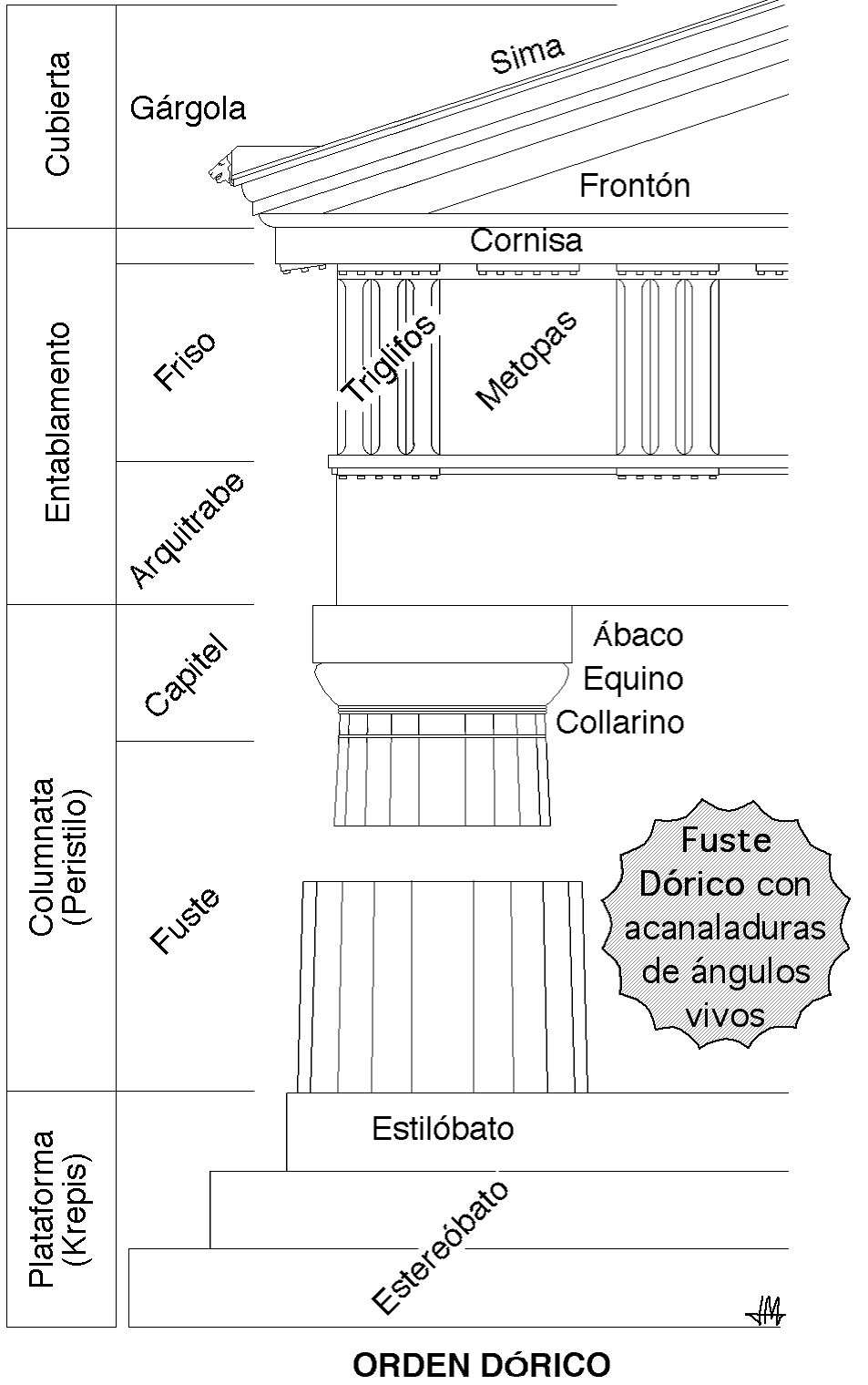

- Los cinco órdenes arquitectónicos clásicos:
dórico, jónico, corintio, toscano y compuesto